# Milton, Wisconsin
Milton är en ort i Rock County i delstaten Wisconsin, USA.